# De stora krigarna
De stora krigarna är en brittisk tv-serie från 2008 i sex delar skapad av BBC och producerad av Mark Hedgecoe. De olika avsnitten behandlar i dramadokumentärens form krigsherrar ur historien. Serien visades i SVT sommaren 2008.

## Avsnitt
1. Spartacus
2. Cortes
3. Rikard Lejonhjärta
4. Shogun (om Tokugawa Ieyasu)
5. Attila
6. Napoleon I